# اکمی، آلبرتا

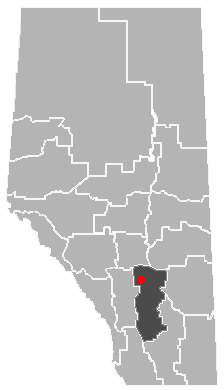

اکمی، البرتا (به انگلیسی: Acme, Alberta) در کانادا است که در آلبرتا واقع شده‌است.

## خصوصیات
اکمی ۲٫۴۷ کیلومترمربع مساحت و ۶۵۳ نفر جمعیت دارد و ۹۰۵ متر بالاتر از سطح دریا واقع شده‌است.